# Carrizo de la Ribera
Carrizo de la Ribera är en ort i Spanien.   Den ligger i provinsen Provincia de León och regionen Kastilien och Leon, i den nordvästra delen av landet, 300 km nordväst om huvudstaden Madrid. Carrizo de la Ribera ligger 875 meter över havet och antalet invånare är 2 581.
Terrängen runt Carrizo de la Ribera är huvudsakligen platt, men norrut är den kuperad. Runt Carrizo de la Ribera är det ganska tätbefolkat, med 54 invånare per kvadratkilometer. Närmaste större samhälle är San Andrés del Rabanedo, 17,6 km öster om Carrizo de la Ribera. Trakten runt Carrizo de la Ribera består i huvudsak av gräsmarker.